# Patrick Drobecq
Pas d'image ? Cliquez ici
Patrick Drobecq, né le 24 mai 1953 à Méru et mort le 23 octobre 2004 à Pontoise, est un pilote de moto-cross français.

## Biographie

### Enfance et formation
Patrick André Robert Drobecq est né le 24 mai 1953, à Méru dans le département de l'Oise. Il est le petit-fils d'un ancien coureur du Tour de France, André Drobecq et de Marcelle Olga Barré, son épouse, et le fils d'un motard, Roger Drobecq, qui participe à des moto-cross nationaux et internationaux,. Patrick Drobecq disait « Mon grand-père avait un garage pour vélos et mobylettes à Méru. Je suis né dedans ».

### Famille
Patrick Drobecq épouse Annie et ils ont deux garçons, Richard et Eddy.

### Carrière de pilote de moto-cross
C'est en moto-cross que Patrick Drobecq débute, avec son frère Franck, sous le regard de son père. Sa rapidité et son pilotage sont très vite remarqués par les spécialistes, dont Jean-Claude Olivier qui lui confie en 1970 une Yamaha YZM250 avec laquelle il décroche un titre de champion de France de motocross 250 cm3 en catégorie Junior en 1971. L’année suivante, il utilise une 250 cm3, toute première moto compétition-client Yamaha YZ 250 importée en France. En 1973, il court cette fois le championnat de France en catégorie 500 cm3 Inter qu’il termine en deuxième position pour le compte du Moto-Club Val de Bray. L’année suivante, il utilise une Yamaha YZ360 à suspension arrière Cantilever, apparue en 1973 sur la motocross d’usine championne du monde 250 cm3 de Hakan Andersson. Cette machine lui permet de terminer une nouvelle fois à la place de vice-champion de France 500 cm3.

### Carrière de pilote d'enduro et de rallye-raid
Patrick Drobecq quitte Yamaha pour Husqvarna Motorcycles, et s’essaye à d’autres disciplines, comme l'enduro et le rallye-raid. Il gagne l’Enduro du Touquet-Paris-Plage en 1978 grâce à une victoire dans la première manche, alors que la seconde est annulée en raison de la montée de la marée. Il s’offre également un titre de Champion de France d’enduro Inter en 1980, puis s’essaie au rallye-raid avec le même talent. Il participe à son premier Paris-Dakar en 1982 sur Honda et doit abandonner sur chute à Tombouctou alors qu’il est en tête. Il revient l'année suivante et se classe second à 25 minutes d'Hubert Auriol. Il dira : 

« Le Dakar, c'était beaucoup de galères. Il n'était pas médiatisé comme aujourd'hui. Nous roulions pour des sommes modiques et, pourtant, nous faisions des étapes de 1 000 kilomètres par jour. C'était phénoménal. Nous avions la boussole autour du cou et un road-book rudimentaire. Il n'y avait pas de confort. Tous les ans, plusieurs concurrents perdaient la vie car ils étaient fatigués. Mais Thierry Sabine avait su insuffler à tout le monde cet esprit d'aventure qui lui était cher. C'était l'époque des Brasseur, Balavoine ou encore Ickx. »

En 1984, il connaît enfin son heure de gloire en gagnant le Rallye des Pharaons sur une Honda, mais la même année, une blessure au genou va malheureusement perturber son plan de carrière.

En 1986 et 1989, il est sous contrat avec Moto Guzzi puis la marque française Barigo mais les résultats ne sont pas au rendez-vous. Il confiera au journal Le Parisien en 2001 

« Je crois que je suis arrivé trop tôt. Les Neveu ou Lalay ont fait carrière et ont gagné beaucoup d'argent. Moi, j'ai arrêté quand le Dakar a été médiatisé. »

Il arrête la compétition en 1989.

### Reconversion professionnelle
Patrick Drobecq fait une carrière comme mécanicien dans l'aviation ,.

### Mort
Patrick Drobecq meurt le 23 octobre 2004 à Pontoise, à l’âge de 51 ans, ses obsèques ont lieu à Lormaison,,.